# Мурад Наджі
Мурад Наджі Хуссейн (араб. مراد ناجي حسين; нар. 12 червня 1991, Алжир) — катарський футболіст, захисник та вінгер «Аль-Вакри».

## Клубна кар'єра
Випускник молодіжної академій «Аспайр». Спочатку Мурад Наджі висловив бажання займатися професійним футболом у Франції, де отримав пропозиції від марсельського «Олімпіка» та «Нансі». Під час переговорів щодо поновлення контракту з «Ар-Райяном» у травні 2012 року попросив керівництво про значне підвищення зарплати, стверджуючи, що у нього є пропозиції в Європі. «Ар-Райян» відмовився задовольняти вимогу, натомість підписав 2-річний контракт з «Катаром».

## Кар'єра в збірній
Народився в Алжирі в родині етнічних йорданців, але в ранньому віці перебрався до Катару. У серпні 2008 року головний тренер Хассан Арматулла вперше викликав Наджи до олімпійської збірної Катару.
Виступав за олімпійську збірну Катару на Чемпіонаті країн Перської затоки U-23, який відбувся в Катарі в серпні 2011 року.

## Особисте життя
Мурад Наджі закінчив Університет Катару за спеціальністю «Спортивні науки».

## Досягнення
- Чемпіон Катару (1): 2017-18
- Володар Кубка Еміра Катару (4): 2010, 2011, 2018, 2019
- Володар Кубка наслідного принца Катару (4): 2012, 2014, 2016, 2018